# Samir Memišević
Samir Memišević (Tuzla, 13 augustus 1993) is een Bosnisch voetballer, die bij voorkeur als verdediger speelt. 

## Clubcarrière
Memišević speelde in zijn geboorteland voor NK Slaven Živinice en FK Sloboda Tuzla alvorens hij in 2013 naar Servië vertrok om aan de slag te gaan bij FK Teleoptik, de satellietclub van FK Partizan. Datzelfde jaar vertrok hij nog bij de club en tekende hij bij FK Bežanija, waarna hij weer terugkeerde naar FK Teleoptik.
In 2014 vertrok hij naar FK Radnik Bijeljina, waar hij zijn definitieve doorbraak beleefde. In 2016 won hij met zijn club de Bosnische voetbalbeker ten koste van FK Sloboda Tuzla. Nadat de uitwedstrijd in 1-1 was geëindigd, werd de return met 3-0 gewonnen dankzij 2 doelpunten van Memišević.
Op 1 augustus 2016 tekende Memišević een contract tot medio 2019 bij FC Groningen, met een optie voor één extra seizoen. Op 13 augustus 2016 debuteerde de verdediger in de Eredivisie tegen Excelsior (2-0 verlies). In de seizoenen daarna werd Memišević een vaste waarde in het elftal van de Groningers, in april 2019 werd mede daarom zijn contract verlengd tot de zomer van 2021. Het seizoen 2019/2020 verliep moeizamer voor de Bosniër, mede door een slepende blessure kwam hij minder in actie bij de Groningers. In februari 2020 werd bekend dat Memišević de overstap zou maken naar het Chinese Hebei China Fortune wat uitkomt in de China Super League. In april 2022 werd hij verhuurd aan Beijing Guoan FC.
In januari 2023 vervolgde Memišević zijn carrière in de Verenigde Arabische Emiraten. De Bosnische international tekende een contract bij Al Nasr SC. Memisevic was een van de meest actieve spelers voor Al-Nasr in het seizoen 2023/24. Hij speelde 23 wedstrijden in de UAE Pro League, 4 wedstrijden in de UAE President's Cup en 3 in de UAE League Cup, waarin hij 3 doelpunten scoorde voor de club. Medio 2024 verlengde de ploeg zijn contract dan ook tot het einde van het seizoen 2024/25. Na afloop van zijn verbintenis verliet Memišević de club.

## Interlandcarrière
Memišević maakte op 29 mei 2016 zijn debuut in het voetbalelftal van Bosnië en Herzegovina in de vriendschappelijke interland tegen Spanje. Hij kwam in blessuretijd binnen de lijnen als vervanger van Ognjen Vranješ. Spanje won de wedstrijd met 3−1 dankzij doelpunten van Nolito (2x) en Pedro (1x). Namens Bosnië en Herzegovina was Emir Spahić trefzeker. Memišević kwam tijdens zijn loopbaan in totaal driemaal uit voor zijn vaderland.

## Statistieken
| Seizoen                        | Club                | Land                  | Competitie         | Competitie | Competitie | Beker | Beker | Internationaal | Internationaal | Overig | Overig | Totaal | Totaal |
| Seizoen                        | Club                | Land                  | Competitie         | Wed.       | Dlp.       | Wed.  | Dlp.  | Wed.           | Dlp.           | Wed.   | Dlp.   | Wed.   | Dlp.   |
| ------------------------------ | ------------------- | --------------------- | ------------------ | ---------- | ---------- | ----- | ----- | -------------- | -------------- | ------ | ------ | ------ | ------ |
| 2012/13                        | FK Sloboda Tuzla    | Bosnië en Herzegovina | Prva Liga FBiH     | 10         | 1          | 0     | 0     | 0              | 0              | —      | —      | 10     | 1      |
| Clubtotaal                     | Clubtotaal          | Clubtotaal            | Clubtotaal         | 10         | 1          | 0     | 0     | 0              | 0              | 0      | 0      | 10     | 1      |
| 2012/13                        | FK Teleoptik        | Servië                | Prva Liga          | 9          | 1          | 0     | 0     | 0              | 0              | —      | —      | 9      | 1      |
| Clubtotaal                     | Clubtotaal          | Clubtotaal            | Clubtotaal         | 9          | 1          | 0     | 0     | 0              | 0              | 0      | 0      | 9      | 1      |
| 2013/14                        | FK Bežanija         | Servië                | Prva Liga          | 1          | 0          | 0     | 0     | 0              | 0              | —      | —      | 1      | 0      |
| Clubtotaal                     | Clubtotaal          | Clubtotaal            | Clubtotaal         | 1          | 0          | 0     | 0     | 0              | 0              | 0      | 0      | 1      | 0      |
| 2013/14                        | FK Teleoptik        | Servië                | Prva Liga          | 3          | 0          | 0     | 0     | 0              | 0              | —      | —      | 3      | 0      |
| Clubtotaal                     | Clubtotaal          | Clubtotaal            | Clubtotaal         | 3          | 0          | 0     | 0     | 0              | 0              | 0      | 0      | 3      | 0      |
| 2014/15                        | FK Radnik Bijeljina | Bosnië en Herzegovina | Premijer Liga      | 27         | 2          | 0     | 0     | 0              | 0              | —      | —      | 27     | 2      |
| 2015/16                        | FK Radnik Bijeljina | Bosnië en Herzegovina | Premijer Liga      | 22         | 1          | 8     | 4     | 0              | 0              | —      | —      | 30     | 5      |
| 2016/17                        | FK Radnik Bijeljina | Bosnië en Herzegovina | Premijer Liga      | 1          | 0          | 0     | 0     | 2              | 0              | —      | —      | 3      | 0      |
| Clubtotaal                     | Clubtotaal          | Clubtotaal            | Clubtotaal         | 50         | 3          | 8     | 4     | 2              | 0              | 0      | 0      | 60     | 7      |
| 2016/17                        | FC Groningen        | Nederland             | Eredivisie         | 25         | 0          | 1     | 0     | 0              | 0              | 1      | 0      | 27     | 0      |
| 2017/18                        | FC Groningen        | Nederland             | Eredivisie         | 29         | 1          | 2     | 0     | 0              | 0              | 0      | 0      | 31     | 1      |
| 2018/19                        | FC Groningen        | Nederland             | Eredivisie         | 33         | 4          | 1     | 0     | 0              | 0              | 2      | 1      | 36     | 4      |
| 2019/20                        | FC Groningen        | Nederland             | Eredivisie         | 11         | 1          | 2     | 2     | 0              | 0              | 0      | 0      | 13     | 3      |
| Clubtotaal                     | Clubtotaal          | Clubtotaal            | Clubtotaal         | 95         | 6          | 6     | 2     | 0              | 0              | 3      | 1      | 107    | 9      |
| 2019/20                        | Hebei China Fortune | China                 | China Super League | 0          | 0          | 0     | 0     | 0              | 0              | 0      | 0      | 0      | 0      |
| Clubtotaal                     | Clubtotaal          | Clubtotaal            | Clubtotaal         | 0          | 0          | 0     | 0     | 0              | 0              | 0      | 0      | 0      | 0      |
| Carrièretotaal                 | Carrièretotaal      | Carrièretotaal        | Carrièretotaal     | 168        | 11         | 14    | 6     | 2              | 0              | 3      | 1      | 190    | 18     |
| Bijgewerkt t/m 13 januari 2020 |                     |                       |                    |            |            |       |       |                |                |        |        |        |        |

## Erelijst
| Bosnische voetbalbeker | 1 | 2015/16 |